# Newton by Castle Acre
Newton by Castle Acre è un villaggio e parrocchia civile dell'Inghilterra, appartenente alla contea del Norfolk.